# Relay-Dienst
Relay-Dienste sind Dienstleistungen, die Menschen mit Hörschädigung bei der Telekommunikation unterstützen.
Ein Relay-Dienst wird vor allem dann in Anspruch genommen, wenn eine hörgeschädigte Person mit einem Gesprächspartner kommunizieren möchte, der nur über ein Sprechtelefon (Festnetz oder mobil) verfügt, die hörgeschädigte Person ein solches aber nicht hat oder nicht benutzen kann.

## Prinzip
Ein Relay-Dienst bietet der hörgeschädigten Person die Kontaktaufnahme über übliche  schrift- oder videobasierte Telekommunikations-Endgeräte an, formt die Nachricht durch eine geschulte Person in den Sprechmodus um und sendet sie an den Teilnehmer mit Sprechtelefon. Dessen Replik wird auf dem gleichen Weg zurück umgeformt in den Empfangsmodus des hörgeschädigten Gesprächsteilnehmers und diesem zugesandt.
Es gibt Dienste mit simultan ablaufender Gebärdensprach-Verdolmetschung mit Zugang wahlweise über ISDN-Bildtelefon, SIP-Videotelefon, UMTS-fähigem Mobiltelefon, PC mit Webcam und spezieller Software.
Daneben gibt es Dienste mit simultaner Umsetzung von Schrift (aus Fax, E-Mail, Schreibtelefon oder SMS) in gesprochene Sprache und zurück.

## Ablauf
Für ein aktuelles Telefongespräches wird der Relay-Dienst schriftlich oder telefonisch kontaktiert und über den Gesprächswunsch sowie die Rufnummer (oder Mailadresse etc.) des anderen Gesprächspartners informiert. Der Dienst ruft nach dieser Anmeldung den gewünschten Partner an und teilt ihm den Kommunikationswunsch mit. Nach gegenseitiger Bestätigung beginnt das eigentliche Gespräch.

## Kosten

### Deutschland
Üblich sind eine monatliche oder jährliche Grundgebühr und zusätzliche Kosten pro telefonierter Zeiteinheit. Fallweise werden erforderliche Geräte (z. B. Bildtelefon) oder PC-Software zur Verfügung gestellt.
Die Kostenregelung muss vor Inanspruchnahme mit dem Relay-Dienstanbieter geklärt werden. Entweder erfolgt dies über die zuständigen Integrationsämter nach Antrag aufgrund der Kommunikationshilfenverordnung oder durch persönlichen Vertrag zwischen Benutzer und Dienstanbieter.

### Schweiz
Vermittlungsdienste unter Inanspruchnahme von textbasierenden Relaydiensten gehören in der Schweiz zur Grundversorgung im Fernmeldebereich, bei videobasierenden ist das Gegenstand der Abklärung. Swisscom als Grundversorger übertrug den Transkriptionsdienst  dem externen Dienstleister Stiftung procom und finanziert diesen. Daher ist für Kunden der Zugang eines Relay-Dienstes kostenlos und kann ohne Registrierung beansprucht werden. Relaydienste, die nicht unter einem Auftragsverhältnis mit der Swisscom stehen, müssen sich durch Spenden oder Weiterverrechnung finanzieren und sind weit weniger bekannt.
Ist spezielle Hardware oder Software anzuschaffen, so übernimmt bei nachgewiesenem Bedarf die Invalidenversicherung deren Kosten.